# Carlos Palanca Gutiérrez
Carlos Palanca Gutiérrez   (València, 24 de maig de 1819 - Madrid, 16 de setembre de 1876) fou un militar valencià que participà en l'expedició francoespanyola a Cotxinxina i escriví unes memòries respecte a la seua experiència en la lluita que foren publicades el 1869. Durant la guerra fou qui comandà les forces espanyoles per a la presa de Saigon. Més tard, participà en la Guerra dels Deu Anys (1868-1878) a Cuba, on tingué el càrrec de governador de Santiago de Cuba.

## Obra
- Reseña histórica de la expedición de Cochinchina: publicat a Cartagena el 1869.[1]